# Romeo e Giulietta (film 1964)
Romeo e Giulietta è un film del 1964 diretto da Riccardo Freda.
È noto anche col titolo pubblicitario Giulietta e Romeo. In Spagna distribuito col titolo Los amantes de Verona.

## Trama
A Verona le famiglie Montecchi e Capuleti sono divise da profondi e insanabili odi e rancori. Romeo Montecchi e Giulietta Capuleti, si innamorano perdutamente l'uno dell'altra e si sposano in segreto con l'aiuto di frate Lorenzo. In una sanguinosa rissa Romeo uccide Tebaldo il cugino di Giulietta. Il giovane viene condannato all'esilio. Mentre Romeo è lontano da Verona, I Capuleti decidono di dare Giulietta in moglie al conte Paride. La fanciulla, alla vigilia delle nozze, disperata per il volere paterno, inghiotte un filtro soporifero, datole da frate Lorenzo, che le procura uno stato temporaneo  di morte apparente. Romeo, credendola morta, torna di nascosto a Verona e si uccide nella cripta dei Capuleti accanto al corpo della sua amata. Al suo risveglio, Giulietta, di fronte al corpo esanime del suo amato, si trafigge con il pugnale di Romeo.

## Produzione
Coproduzione italo-spagnola (Imprecine Srl Roma - Hispamer Films Madrid).

## Distribuzione
Distribuzione: Titanus.